# بو خائف
بو خائف (بالإنجليزية: Beau Is Afraid)‏ هو فيلم رعب سريالي مأساوي كوميدي أمريكي صدر في بداية عام 2023 من تأليف وإخراج آري أستر ومن بطولة خواكين فينيكس، ناثان لين، باتي لوبون، أيمي رايان، كايلي روجرز، باركر بوزي، هايلي سكوايرز، زوي ليستر-جونز وريتشارد كيند. يحكي الفيلم قصة شخصية بو اللطيف والمصاب بجنون الارتياب، وهو في خطة لتنظيم رحلة سرياليّة للعودة إلى منزل والدته، وهو مدرك للمخاوف التي سيواجهها في رحلته.
وزع الفيلم شركة إيه 24، وعُرض لأول مرة في سينما ألامو درافتهاوس، في 1 أبريل 2023. تلقى الفيلم مراجعات إيجابية بشكل عام من النقاد، لكنه كان قنبلة شباك التذاكر، حيث بلغ إجمالي أرباحه 11 مليون دولار فقط. وحصل فينيكس على ترشيح لجائزة جولدن غلوب عن أدائه.

## قائمة الممثلين
- خواكين فينيكس بدور: بو واسرمان[9]
  - أرمن ناهابيتيان بدور: بو اليافع[9]
- باتي لوبون بدور: منى واسرمان[9]
  - زوي ليستر-جونز بدور منى الشابة [9]
- أيمي رايان بدور: غريس[9]
- ناثان لين بدور: روجر[9]
- كايلي روجرز بدور: توني[9]
- دينيس مينوشيت بدور: جيفيس[9]
- باركر بوزي بدور: ايلين براي[9]
  - جوليا أنتونيللي بدور: ايلين المراهقة[9]
- ستيفن ماكينلي هندرسون بدور: الطبيب النفسي[9]
- ريتشارد كيند بدور: دكتور كوهين[9]
- هايلي سكوايرز بدور بينيلوبي[9]
- جوليان ريتشينجس بدور رجل غريب[9]
- بيل هادر بدور سائق شاحنة[9]
- مايكل إسبر بدور الضابط جونسون
- مايكل غاندولفيني، ثيودور بيليرين ومايك تايلر بدور أبناء بو[9]

## روابط خارجية
- الموقع الرسمي
- بو خائف على موقع IMDb (الإنجليزية)
- بو خائف على موقع ميتاكريتيك (الإنجليزية)
- بو خائف على موقع روتن توميتوز (الإنجليزية)
- بو خائف على موقع ألو سيني (الفرنسية)
- بو خائف على موقع أول موفي (الإنجليزية)
- بو خائف على موقع فيلمافينيتي (الإسبانية)
- بو خائف على موقع قاعدة بيانات الأفلام السويدية (السويدية)
- بو خائف على موقع قاعدة بيانات الفيلم (الإنجليزية)
- بو خائف على موقع ليتربوكسد (الإنجليزية)
- بو خائف على موقع كينوبويسك (الروسية)